# Gerrit Jan Michaëlis
Gerrit Jan Michaëlis (Amsterdam, 1775 – Haarlem, 1857) fou un pintor holandès.

## Biografia
Fill de l'escultor H.C. Michaëlis, Gerrit Jan Michaëlis va estudiar a la Koninklijke Academie voor Beeldende Kunsten (en català, Reial Acadèmia d'Art d'Amsterdam) i va ser membre de la Societat de Dibuix d'Amsterdam, anomenada Tekengenootschap Zonder Wet of Spreuk. Va ser alumne de George Nikolaus Ritter i Jurriaen Andriessen.
Conegut pels seus paisatges, el 1805 va guanyar un premi a l'acadèmia de dibuix d'Amsterdam Felix Meritis. Posteriorment, va continuar enviant amb èxit exemples del seu art a l'esmentada acadèmia de dibuix d'Amsterdam a les competicions dels anys 1808, 1810, 1813, 1814, 1816 i 1818.
Entre els anys 1819 i 1854 es va traslladar a Haarlem per substituir Wybrand Hendriks en el càrrec de conservador i conserge de la col·lecció d'art del Museu Teyler. També va ser el director de Haarlem Stadstekenacademie.